# Санта-Кроче-ди-Мальяно
Санта-Кроче-ди-Мальяно (итал. Santa Croce di Magliano) —  коммуна в Италии, расположена в регионе Молизе, в провинции Кампобассо.
Население составляет 4838 человек (2008 г.), плотность населения составляет 95 чел./км². Занимает площадь 52 км². Почтовый индекс — 86047. Телефонный код — 0874.
Покровителем населённого пункта считается святой Sant'Antonio di Padova.

## Демография
Динамика населения:

## Администрация коммуны
- Официальный сайт: http://www.comune.santacrocedimagliano.cb.it/